# Staying a Life (Accept)
Staying a Life is een livealbum van de Duitse metalband Accept. Het werd uitgebracht in 1990.
Hoewel dit album pas in 1990 verscheen, was het een registratie van een optreden in Japan in 1985. Het album was bedoeld als afscheidsalbum na het uiteenvallen van Accept in 1990.

## Nummers
Cd 1
1. Metal Heart (5:25)
2. Breaker (3:40)
3. Screaming for a Love-Bite (4:22)
4. Up to the Limit (4:45)
5. Living for Tonight (3:35)
6. Princess of the Dawn (7:49)
7. Neon Nights (8:17)
8. Burning (7:29)

Cd 2
1. Head over Heels (5:48)
2. Guitar Solo Wolf (4:27)
3. Restless and Wild (2:34)
4. Son of a Bitch (2:35)
5. London Leatherboys (3:54)
6. Love Child (5:01)
7. Flash Rockin' Man (5:08)
8. Dogs on Leads (5:52)
9. Fast as a Shark (4:09)
10. Balls to the Wall (10:19)
11. Outro (Bound to Fail) (1:09)

## Bezetting
- Udo Dirkschneider - zang
- Wolf Hoffmann - gitaar
- Jörg Fischer - gitaar
- Peter Baltes - basgitaar
- Stefan Kaufmann - drums